# Tomàs Saleta
Tomàs Saleta (Molig, 6 de desembre del 1735 - Prada de Conflent, 25 de gener del 1821) va ser un religiós nord-català que tingué responsabilitats al monestir de Cuixà i una participació activa en el procés revolucionari al Conflent.

## Biografia
L'any 1772 era monjo de Cuixà, on tenia la dignitat de cambrer (el monjo que té cura del vestuari i de la roba de la llar; de vegades amb rendes pròpies, la cambreria, per sufragar-ne les necessitats). En ocasió de la Revolució francesa, Josep de Réart va ser elevat a abat, i Saleta el substituí com a secretari del capítol. Fou designat el 1777 com a síndic i comissari de l'abadia per actuar, juntament amb els delegats de les abadies d'Arles i de Sant Martí del Canigó, en el tema de la secularització dels monestirs i dels religiosos benedictins del Rosselló, que hom havia encarregat de solucionar al bisbe d'Elna, Charles de Gouy. Saleta i Leriche de Langerie (rector d'Estoer) foren elegits el 1787 membres de l'Assemblea del Districte del Conflent, en representació del clergat de la comarca.
El 22 de febrer del 1791 renuncià a la vida monàstica i s'establí a Prada, on es feia dir Camarer. Prestà el jurament constitucional i se'n desdigué immediatament. Retirat a Prada, hi morí al cap d'unes dècades.